# Стокі-Дуже
Стокі-Дуже (пол. Stoki Duże) — село в Польщі, у гміні Цьмелюв Островецького повіту Свентокшиського воєводства.
Населення — 76 осіб (2011).
У 1975-1998 роках село належало до Тарнобжезького воєводства.

## Демографія
Демографічна структура на день 31 березня 2011 року:
|          | Загалом | Допрацездатний вік | Працездатний вік | Постпрацездатний вік |
| -------- | ------- | ------------------ | ---------------- | -------------------- |
| Чоловіки | 36      | 8                  | 20               | 8                    |
| Жінки    | 40      | 6                  | 16               | 18                   |
| Разом    | 76      | 14                 | 36               | 26                   |